# Велсвил (Пенсилванија)
Велсвил (енгл. Wellsville) град је у америчкој савезној држави Пенсилванија.

## Демографија
По попису из 2010. године број становника је 242, што је 37 (-13,3%) становника мање него 2000. године.
| Група             | 2000.       | 2010.       |
| Белци             | 271 (97,1%) | 235 (97,1%) |
| Афроамериканци    | 4 (1,4%)    | 0 (0,0%)    |
| Азијати           | 3 (1,1%)    | 1 (0,4%)    |
| Хиспаноамериканци | 0 (0,0%)    | 4 (1,7%)    |
| Укупно            | 279         | 242         |